# Neologizem
Neologizem ali besedna novota je beseda ali besedna zveza, ki še v jeziku ni splošno uveljavljena. Za neologizem imamo jezikovno prvino do takrat, dokler se ohrani občutek, da je nova oziroma dokler se nanjo ne navadimo.
Neologizmi nastajajo kot nove enote v danem jeziku, s prevzemanjem ali s ponovno oživitvijo besed, ki so v jeziku že obstajale. Pojavljajo se v vseh socialnih zvrsteh jezika, še posebej pogosti pa so v publicističnem jeziku.

### Primeri
Slovenski pravopis 2001 zapisuje na primer naslednje besedne novote (označene so s kvalifikatorjem nov.): sledje, narečjeslovje (dialektologija), potresnik (potresni oškodovanec), utvariniti (tematizirati).